# (37692) Loribragg
(37692) Loribragg (1995 VX) – planetoida z pasa głównego asteroid okrążająca Słońce w ciągu 4,98 lat w średniej odległości 2,92 j.a. Odkryta 12 listopada 1995 roku.